# Napęd SSD

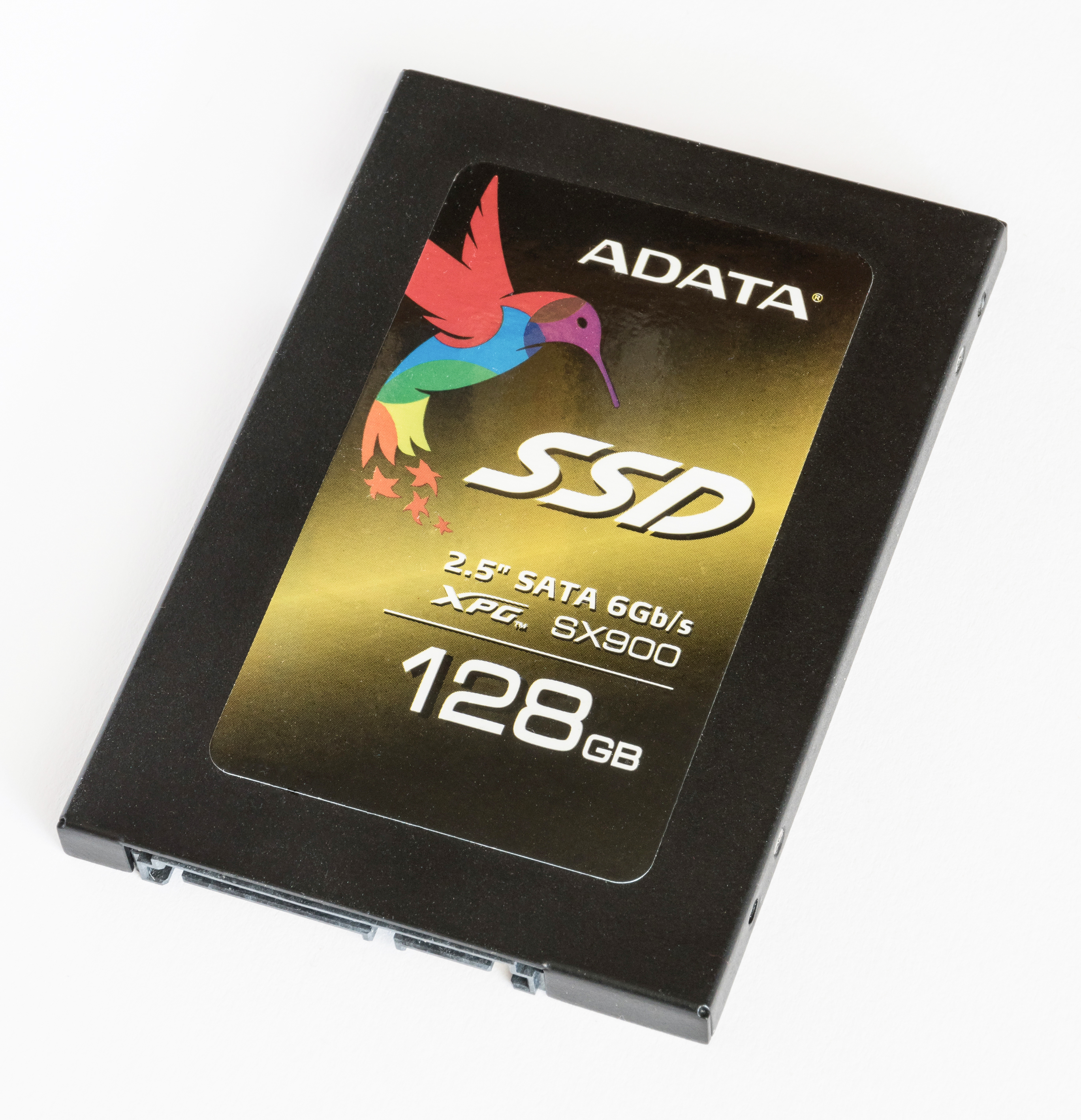
Dysk półprzewodnikowy 2,5" firmy ADATA SX900 128GB

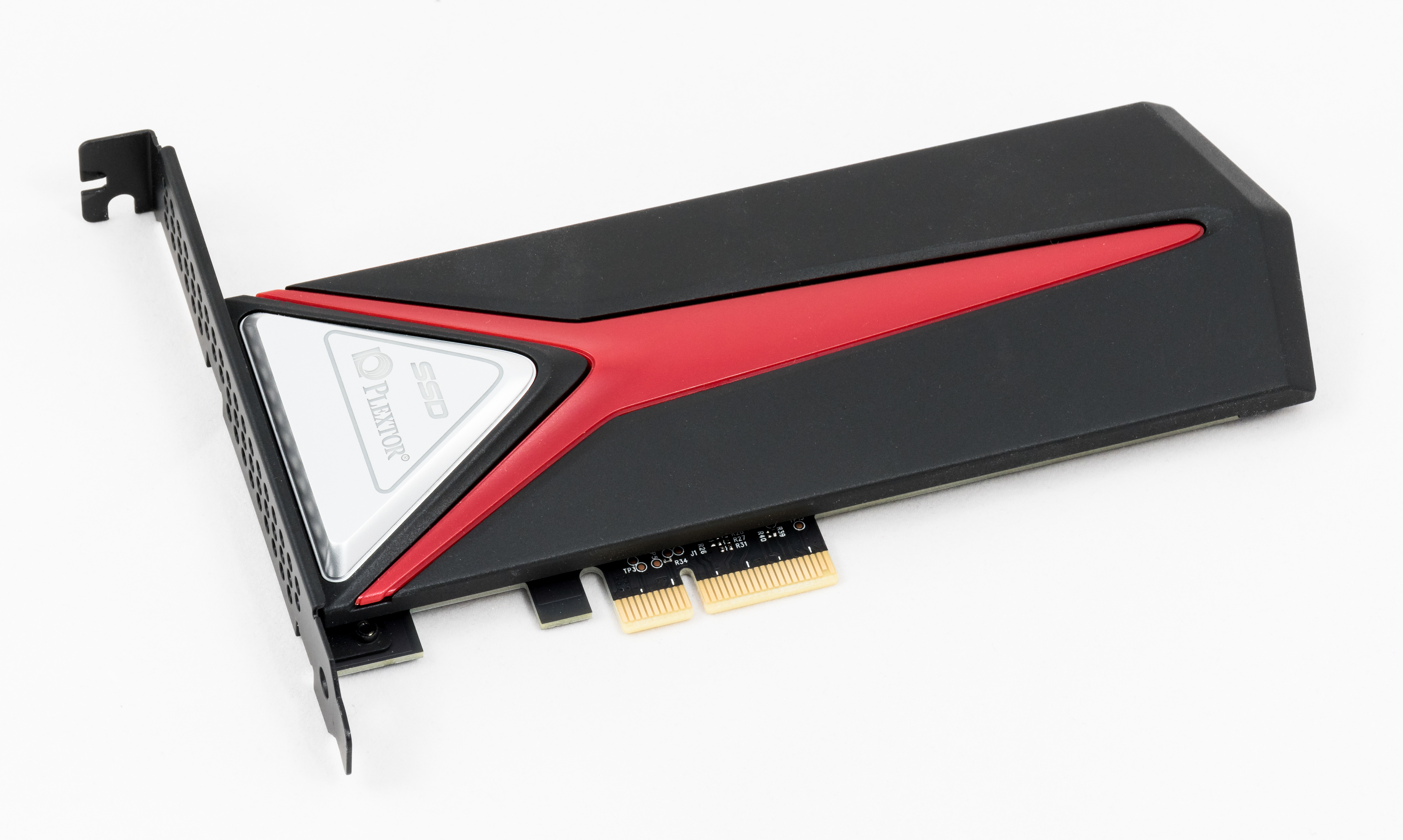
Dysk SSD Plextor M8Pe(Y) z interfejsem PCIe

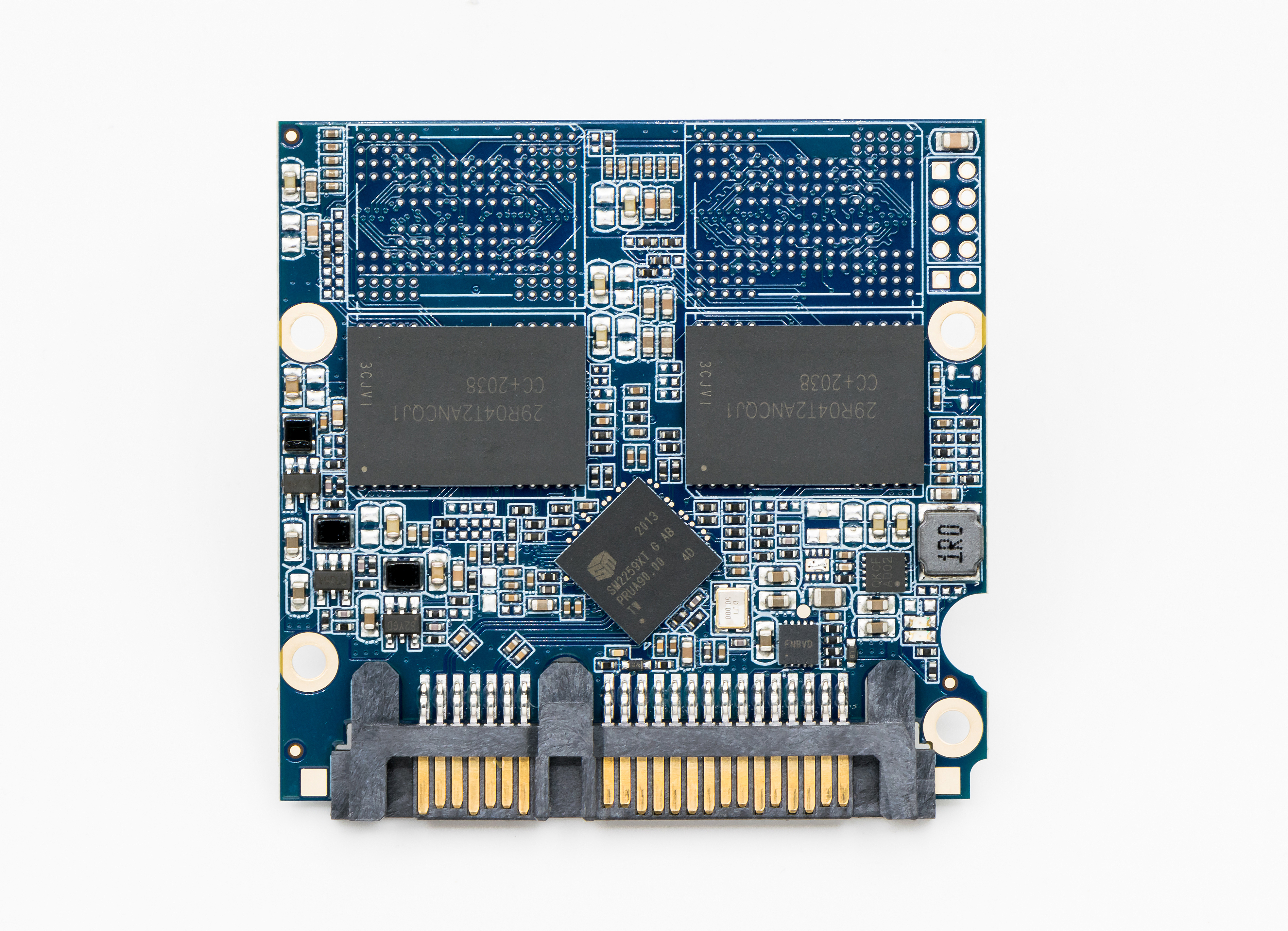
Wnętrze dysku SSD Patriot P210 1TB

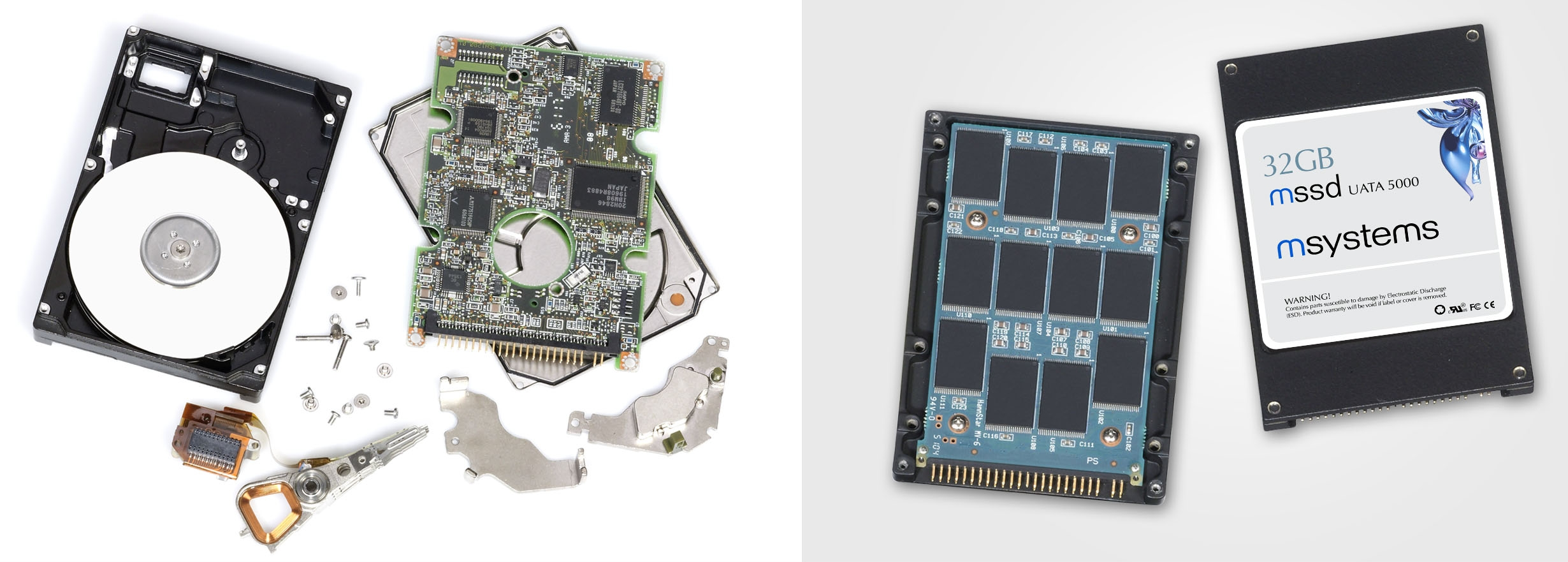
Porównanie 2,5" dysków twardych (z lewej) i półprzewodnikowych (z prawej)

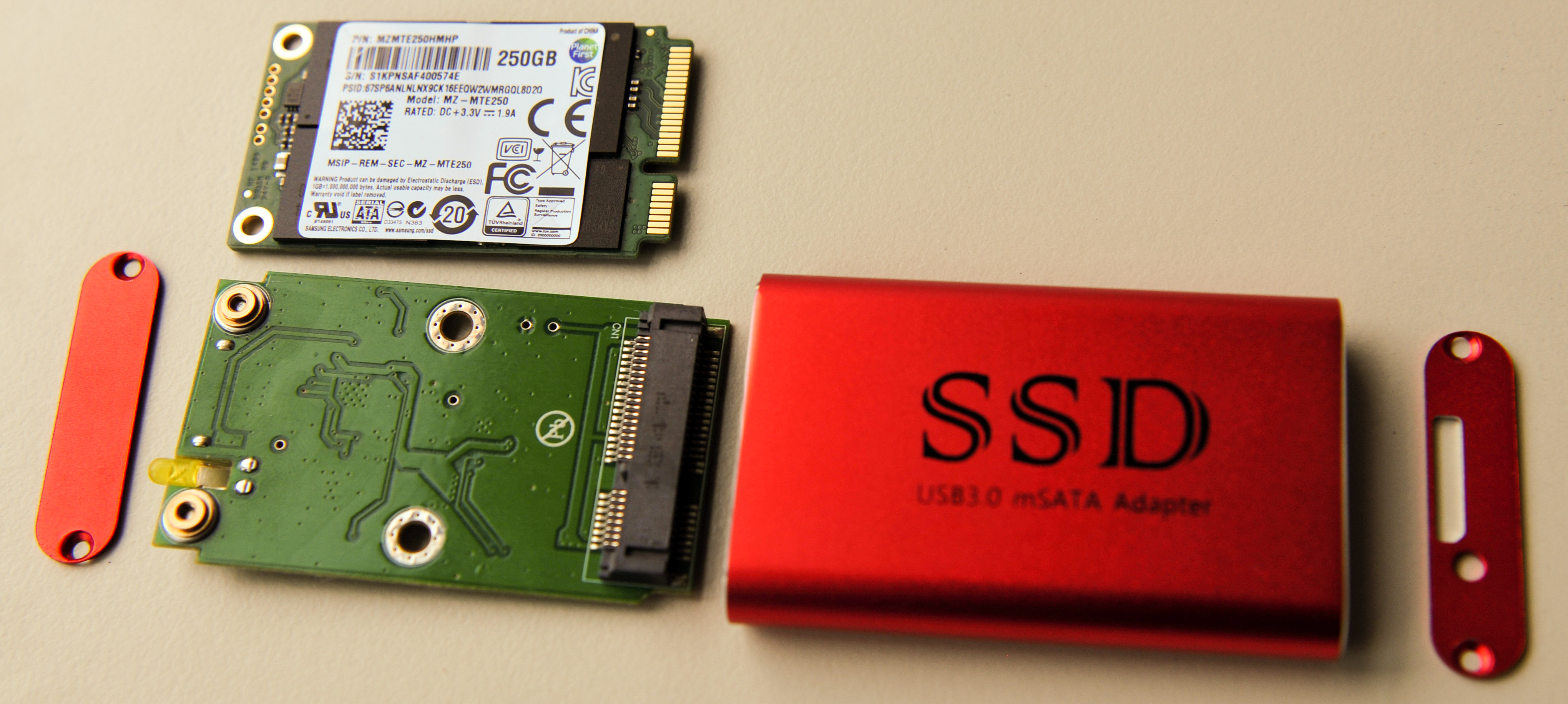
Dysk półprzewodnikowy mSATA

Napęd SSD, dysk SSD, napęd półprzewodnikowy (ang. solid-state drive, SSD) – urządzenie pamięci masowej zbudowane w oparciu o pamięć flash.

## Nazwa
Angielski termin solid-state nawiązuje do fizyki ciała stałego (solid-state physics) i zwykle oznacza zastosowanie w danym urządzeniu tranzystorów, w odróżnieniu od technologii wykorzystujących lampy elektronowe. W odniesieniu do SSD określenie solid-state akcentuje ponadto zastosowanie w tym urządzeniu wyłącznie elementów nieruchomych – inaczej niż w dyskach twardych HDD, które zawierają jeden lub więcej wirujących dysków, oraz inne mechanizmy.

## Interfejs
Aby zachować zgodność z wcześniejszymi rozwiązaniami, większość urządzeń półprzewodnikowych wyposażono w interfejs SATA (szeregowy ATA), charakterystyczny dla współczesnych dysków twardych, stąd też skrótowiec SSD tłumaczony jest błędnie jako solid-state disk, w analogicznym odniesieniu do hard disk.
Dostępne są także napędy półprzewodnikowe zainstalowane na kartach PCI Express.
Szybko zyskały na popularności dyski półprzewodnikowe korzystające z interfejsu M.2, który oferuje dużo wyższą przepustowość niż SATA III. Takie dyski są też znacznie mniejsze przez co można je łatwiej zmieścić do małych obudów komputerów przenośnych. Najszybsze dyski M.2 wykorzystują nowy protokół – NVMe.

## Historia
Pierwsze próby wykorzystywały nieulotne pamięci ferrytowe i ulotne półprzewodnikowe. W latach 70. i 80., wraz z rozwojem elektroniki półprzewodnikowej, idea SSD odżyła, tym razem w formie trwałej pamięci zbudowanej z półprzewodników. Zastosowano je w pierwszych wersjach superkomputerów firmy IBM: Amdahl i Cray, jednak bardzo wysoka cena powodowała niewielkie zainteresowanie i niski popyt.
Ciekawym rozwiązaniem był własny standard przenośnych kart pamięci PnP wprowadzony przez firmę Atari do palmtopów Portfolio (rok 1989). Domyślnie miał to być rodzaj krzemowej dyskietki, gdyż w latach osiemdziesiątych dane przenosiło się głównie na tym nośniku. Każdy model tego przenośnego komputera był wyposażony w czytnik owych kart, a sama karta prezentowała się jako poręczna, płaska, plastikowa karta (rozmiar papierowej karty do gry). Obsługa była podobna do obsługi typowej dyskietki lub pamięci typu pendrive (stosowanych znacznie później). Były też wyposażone w przełącznik blokujący zapis, na tylnej ściance znajdowała się instrukcja o potrzebie wykonywania kopii zapasowych oraz szereg zasad użytkowania o tyle istotnych, że nośniki tego typu były ówcześnie nieznane dla konsumentów.
Pojemności kart pamięci firmy Atari, nazywanych Memory Card, były stosunkowo małe (np. 32, 64, 128 KB), ale dość duże jak na tak nowatorskie ówcześnie rozwiązanie pamięci masowej. Z drugiej strony nośniki te były dość drogie, co jest nieco podobne do dzisiejszych dysków półprzewodnikowych i pamięci flash, których stosunek pojemności do ceny jest niezadowalający. Cena kart spowodowała, że były spotykane w Polsce jedynie w ilościach śladowych.
Na większą skalę zaczęto produkować urządzenia oparte na pamięci półprzewodnikowej od połowy lat 90. XX wieku, głównie przez korporację SanDisk, z przeznaczeniem dla przemysłu i wojska. Ze względu na wciąż bardzo wysoką cenę, niedopracowaną technologię i brak standaryzacji, napędy półprzewodnikowe miały małe pojemności (kilkanaście lub kilkadziesiąt MB) oraz nietypowe wymiary (1,3", 1,8" oraz 2,5"). Na początku XXI wieku rozwój technik informatycznych przyniósł wzrost zapotrzebowania na pamięci flash. Objawiło się to stale wzrastającym popytem na karty pamięci o coraz większych pojemnościach, spadkiem cen tychże kart oraz szybkim rozwojem stosowanej do nich technologii. Z czasem opłacalność dysków SSD wzrosła i coraz więcej komputerów posiada fabrycznie zamontowany dysk półprzewodnikowy, zamiast tradycyjnego dysku HDD.

## Działanie
Zasada działania pamięci w urządzeniu półprzewodnikowym jest podobna do stosowanej w pamięciach flash.
Podstawową zaletą SSD jest brak ruchomych części. Dodatkowo napędy te charakteryzują się zdecydowanie krótszym czasem dostępu do danych (kilkadziesiąt razy), bezgłośną pracą oraz o wiele większą odpornością na uszkodzenia mechaniczne (powodowane na przykład wstrząsami w czasie pracy lub upadkiem z wysokości). Wraz ze zwiększaniem się liczby bitów na 1 komórkę pamięci flash maleje jednak pewność zapisu (wzrasta prawdopodobieństwo przekłamania pojedynczych bitów zapisanych danych).
Inną sprawą jest wykorzystanie pamięci półprzewodnikowych w komputerach przemysłowych, gdzie nie jest istotna duża pojemność, jak to ma miejsce w przypadku klasycznych dysków, lecz przede wszystkim pewność działania i odporność na wibracje. Pamięci półprzewodnikowe w zastosowaniach przemysłowych nie wymagają pojemności rzędu 50–100 GB, gdyż w praktyce wykorzystywane są pojemności rzędu 1–8 GB i to w zupełności wystarcza, by, przy relatywnie niskich kosztach, pamięć spełniała swoją rolę. Koszty nośników flash o niskich pojemnościach są porównywalne z dyskami twardymi o dużych pojemnościach, lecz przewaga w pewności działania, stabilności i czasie dostępu jest po stronie nośników półprzewodnikowych w wykonaniu przemysłowym (industrial-grade SSD). Dodatkowo, markowe nośniki półprzewodnikowe cechują się zaawansowanymi technikami usprawniającymi pracę i podnoszącymi trwałość całej pamięci poprzez wysoce zaawansowane algorytmy rozpraszania danych po powierzchni dysku.
Istotną cechą jest także szeroki zakres temperatur pracy, których magnetyczne dyski twarde nie były w stanie znieść przez wiele lat. Dyski półprzewodnikowe mogą być przystosowane do stałej pracy w zakresie temperatur pracy od -40 °C do +85 °C – jednak dotyczy to wyłącznie dysków opartych na pamięci NAND flash typu SLC (bariera technologiczna nie pozwala tańszym dyskom SSD MLC pracować w temperaturach niższych od -25 °C, gdyż wówczas szybko „gubią” dane). Odporność na długotrwałe działanie wysokiej temperatury jest bardzo istotną cechą tych nośników, gdyż wersje przemysłowe często znajdują się w halach, w skrzynkach na zewnątrz budynków i w pobliżu maszyn wytwarzających spore ilości ciepła.
Wprowadzenie pamięci półprzewodnikowych do masowej produkcji będzie wiązało się z obniżeniem ich ceny. Bezpośrednio ma to związek z rozwojem technologii Multi Level Cell (MLC) stanowiącej podstawę dla rozwoju konstrukcji SSD.